# Josip Horvat Zdelar
Josip Horvat Zdelar (Čakovec, 1919. — sredina prosinca 1966.), hrvatski politički radnik, antifašistički borac i narodni heroj Jugoslavije.

## Životopis
Rodio se je 1919. godine. Radio je kao tekstilni radnik. Organizirao je mnoge štrajkove i ine oblike borbe za radnička prava na ozemlju Međimurja i Zagoraja. S 19. godina učlanio se je u KPH. Nakon izbijanja Drugoga svjetskog rata priključio se pokretu otpora u samim početcima što ga čini prvoborcem. Jedan je od organizatora ustanka protiv osovinskog režima u Hrvatskoj (NDH) i inozemne okupacije (Treći Reich). Obnašao je brojne odgovorne dužnosti kao borac i politički rukovodilac. Još u ratu je zaslužio je Partizansku spomenicu, Orden za hrabrost te niz inih odlikovanja. Poslije Drugoga svjetskog rata obnašao je odgovorne rukovodeće dužnosti u Hrvatskoj, u gradovima Osijeku, Zagrebu, Varaždinu i Čakovcu. Bio je omiljen u narodu. Umro je sa samo 48. godina. Pokop mu je bio u rodnom Čakovcu uz velike počasti na gradskom groblju. Na sprovodnom ispraćaju mu je bilo 12 tisuća Međimuraca i njegovih ratnih drugova iz svih dijelova Hrvatske i Jugoslavije. Proglašen narodnim herojem. Horvatov grob bio je dekoriran brončanim kipom koji je izradio secesijski graditelj Valent Morandini, poznat po izgradnji čakovečke Gradske vijećnice.